# Cananéia
Cananéia est une ville brésilienne du sud de l'État de São Paulo.

## Géographie
Cananéia se situe par une latitude de 25° 00' 54" sud et par une longitude de 47° 55' 37" ouest, à une altitude de 8 mètres. Sa population était estimée à 14 195 habitants en 2006. La municipalité s'étend sur 1 242 km2.

## Histoire
Fondée en 1531, Cananéia est considérée par certains comme la plus ancienne ville du Brésil (5 mois avant la fondation de São Vicente), mais en raison de l'absence de documents officiels prouvant ce fait, São Vicente est seulement dite la plus ancienne ville. Le centre historique de Cananéia conserve les styles architecturaux des premières maisons coloniales à la fin du XIXe siècle.

## Démographie
| Évolution de la population (municipalité) | Évolution de la population (municipalité) | Évolution de la population (municipalité) | Évolution de la population (municipalité) |
| Année                                     | Population                                |                                           | %±                                        |
| ----------------------------------------- | ----------------------------------------- | ----------------------------------------- | ----------------------------------------- |
| 1920                                      | 8 371                                     |                                           |                                           |
| 1940                                      | 5 530                                     |                                           | −33,9%                                    |
| 1950                                      | 5 802                                     |                                           | 4,9%                                      |
| 1960                                      | 6 973                                     |                                           | 20,2%                                     |
| 1970                                      | 6 080                                     |                                           | −12,8%                                    |
| 1980                                      | 7 734                                     |                                           | 27,2%                                     |
| 1991                                      | 10 144                                    |                                           | 31,2%                                     |
| 2000                                      | 12 298                                    |                                           | 21,2%                                     |
| 2010                                      | 12 226                                    |                                           | −0,6%                                     |
| 2022                                      | 12 289                                    |                                           | 0,5%                                      |
| ,                                         |                                           |                                           |                                           |

## Tourisme
La ville possède plusieurs attractions de valeur historique et culturelle, en particulier dans son centre historique, classé par résolution du 11 décembre 1969, qui comprend la place Martim Afonso de Souza, l'avenue Beira Mar et plusieurs rues, telles que Dom João III et Pêro Lopes. 
Cananéia compte sept plages et le parc d'État Ilha do Cardoso abritant des sites archéologiques, des plages et 22 000 hectares de forêt atlantique préservée, avec plusieurs cascades et sentiers de randonnée. Cananéia a été désignée par le magazine Condé Nast Traveler comme la meilleure route écologique du monde, et a également été classée par l'Organisation des Nations unies pour l'éducation, la science et la culture (UNESCO) comme site du patrimoine mondial naturel. La ville abrite également un certain nombre d'autres sites d'intérêt.

## Festivités
Chaque année, les événements suivants se distinguent du carnaval, avec des spectacles basés sur des attractions touristiques naturelles et culturelles ; en février ou mars : les célébrations de la Semaine sainte ; en mars ou avril : les célébrations du Corpus Christi, avec des processions et des décorations dans certaines rues de la ville ; en mai ou juin : la fête de Saint Jean Baptiste, patron de la ville, qui a lieu vers le 24 juin ; les célébrations de l'anniversaire de Cananéia, qui, bien que célébré le 12 août, ont un programme qui s'étend sur plusieurs semaines ; la fête de Notre-Dame des Navigateurs, le 15 août.
Tout au long de l'année, des spectacles de danse folklorique sont également organisés, réunissant diverses origines régionales, comme le fandango. La gastronomie se distingue également avec la Festa do Mar (fête de la mer) célébrant les spécialisés de fruits de mer.

## Galerie

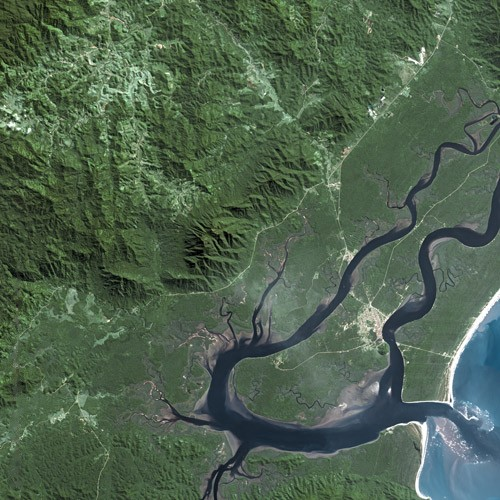
Image satellite de la région de Cananéia.
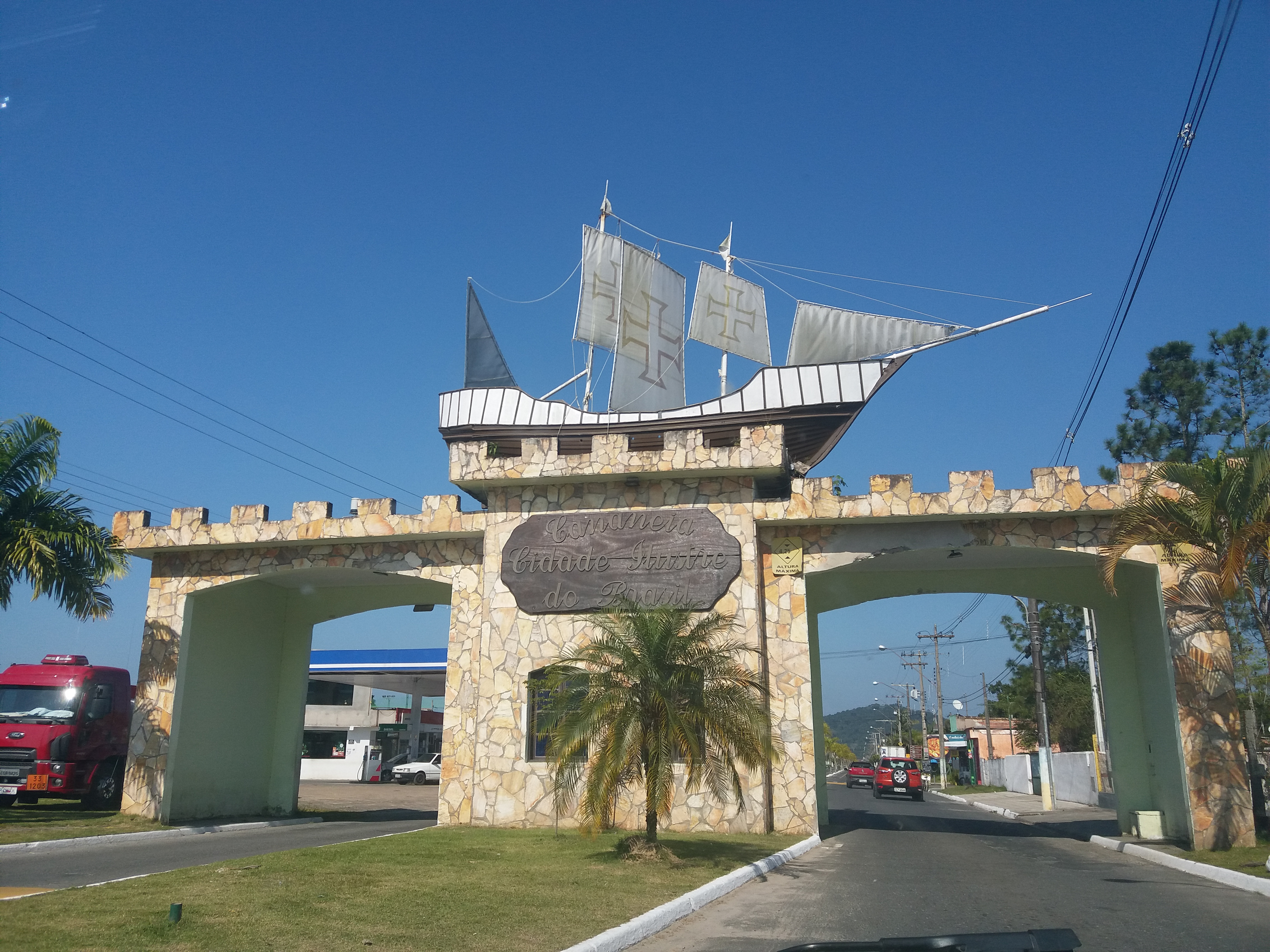
Le portail de la ville.
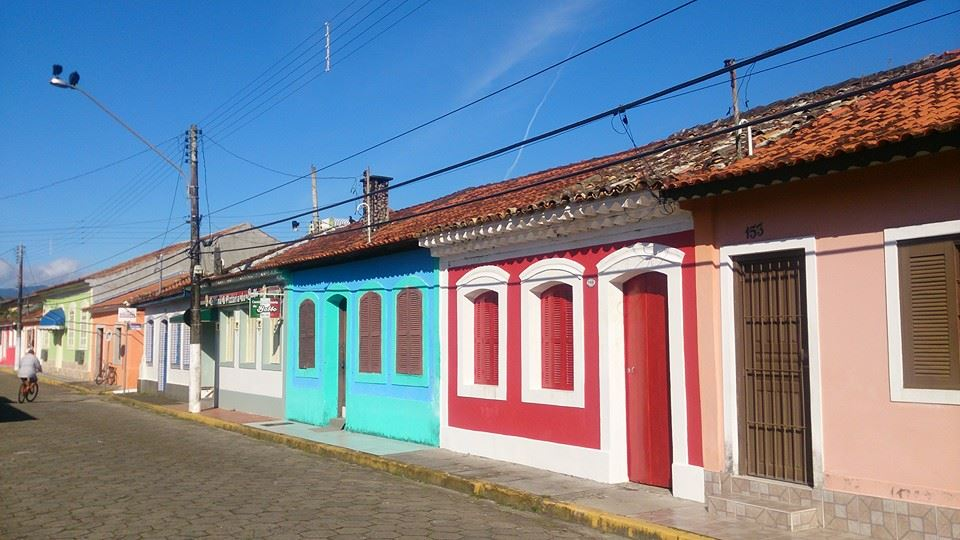
Maisons du centre historique.
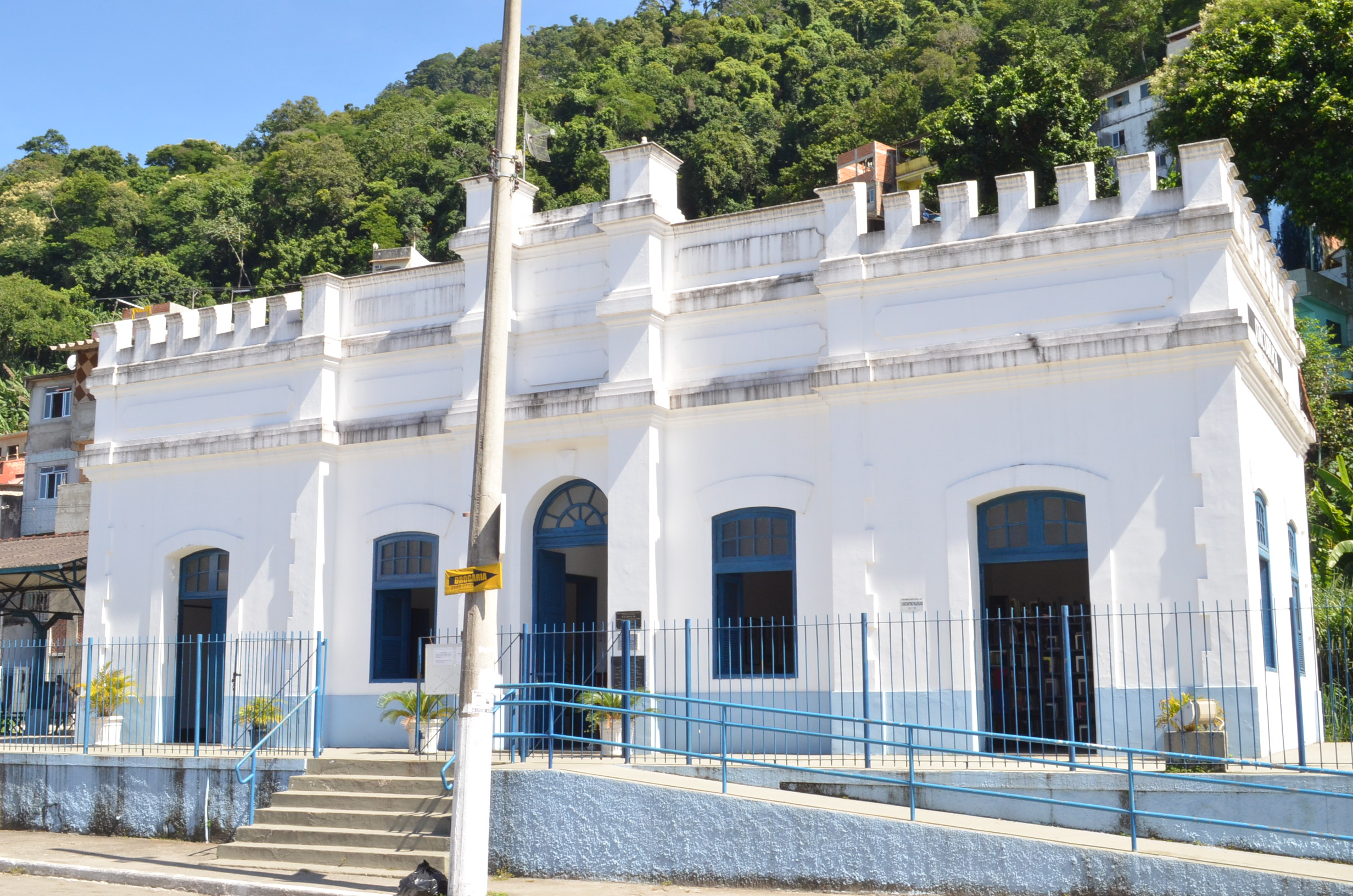
Le centre culturel du chemin de fer d'Itacuruçá.
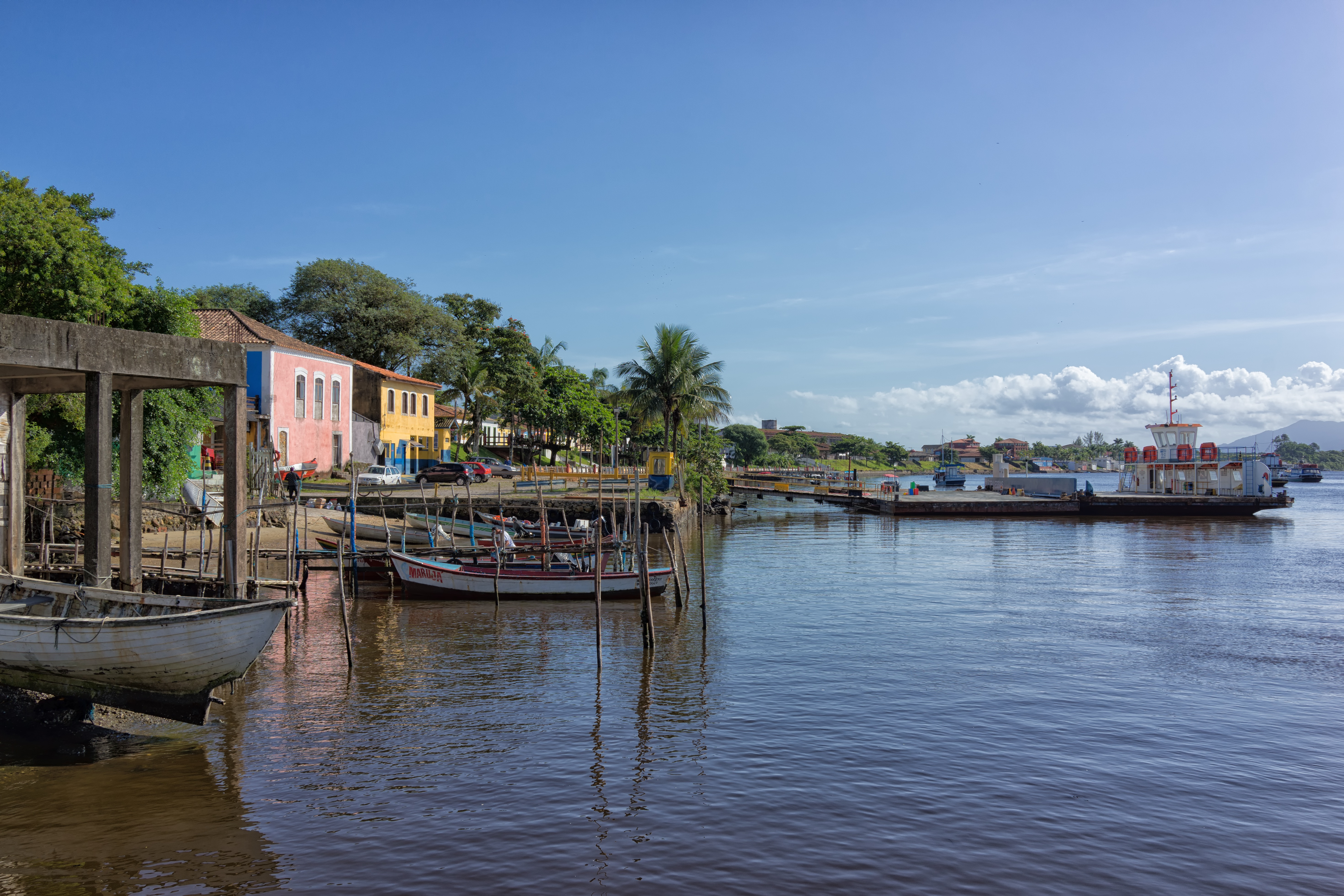
L'île de Cananéia
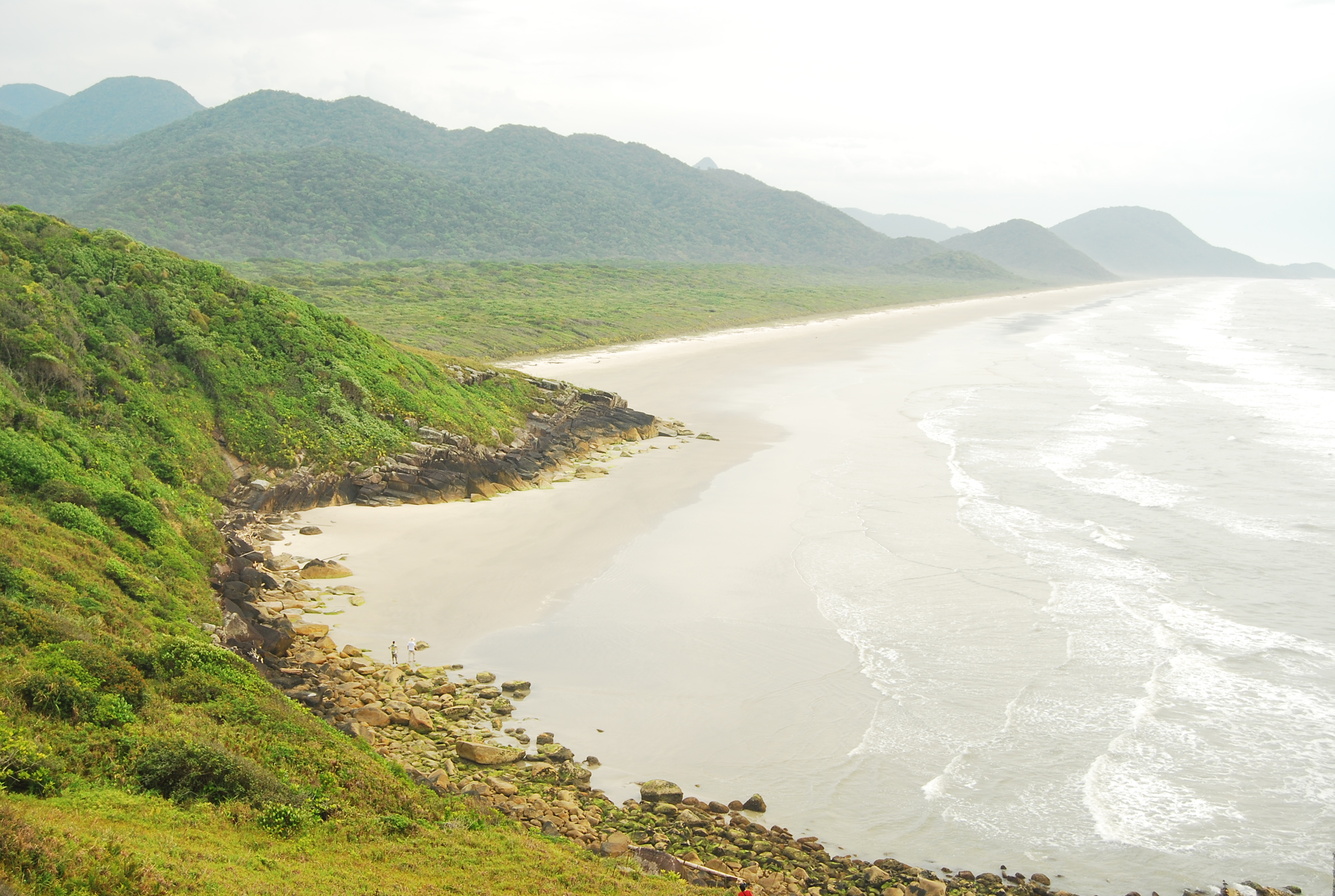
Le chemin de la cascade de Lage